# Armée expéditionnaire japonaise d'Indochine
L'armée expéditionnaire d'Indochine (印度支那派遣軍, Indoshina Hakengun) est une unité de l'armée impériale japonaise chargée d'occuper l'Indochine française après la défaite de la France face à l'Allemagne nazie. Elle est accompagnée d'un contingent de la 5e flotte de la marine impériale japonaise et d'un soutien aérien à partir du porte-avion Hiryū et de bases situées sur l'île de Hainan.

## Histoire
Le quartier-général impérial estime que la prise de contrôle de l'Indochine française du régime de Vichy permettrait au Japon d'affermir son blocus sur la Chine et accélérerait la chute du gouvernement du Kuomintang. Le Japon commence alors à demander expressément à Vichy de fermer le chemin de fer entre Haïphong et la province chinoise du Yunnan le 5 septembre. Le groupe d'armées expéditionnaire japonais du Sud réunit un corps expéditionnaire amphibie pour coordonner une opération conjointe avec la 5e division de l'armée régionale japonaise de Chine du Sud.
Le 22 septembre, le Japon et Vichy signent un accord qui garantit des droits de transit et de positionnement militaires mais limite le nombre de troupes japonaises à pouvoir être stationnées en Indochine à 6 000 hommes et le nombre total de troupes pouvant être dans la colonie en même temps à 25 000 hommes. Quelques heures après la signature de cet accord, la 5e division traverse la frontière en trois endroits différents, ferme le chemin de fer, et la bataille de Lang Son commence. La France de Vichy proteste contre le non-respect de l'accord le 23 septembre, mais l'armée expéditionnaire japonaise d'Indochine, soutenue par la marine impériale japonaise, commence ses sorties le lendemain matin sur Haïphong dans le golfe du Tonkin. Les forces japonaises débarquent le 26 septembre et occupent la ville de Hanoï le soir même.
Après le succès de l'opération, l'armée expéditionnaire d'Indochine est officiellement dissoute le 5 juillet 1941.

## Commandement
|                   | Nom                            | De               | À              |
| ----------------- | ------------------------------ | ---------------- | -------------- |
| Commandant        | Major-général Takuma Nishimura | 7 septembre 1940 | 5 juillet 1941 |
| Chef d'État-major | Major-général Isamu Chō        | 7 septembre 1940 | 5 juillet 1941 |